# Batracomorphus viridoflavidus
Batracomorphus viridoflavidus är en insektsart som beskrevs av Metcalf 1946. Batracomorphus viridoflavidus ingår i släktet Batracomorphus och familjen dvärgstritar. Inga underarter finns listade i Catalogue of Life.